# Refuge d'oiseaux migrateurs de la Baie-Boatswain
Le refuge d’oiseaux migrateurs de la Baie-Boatswain est une aire protégée du Canada, l'un des 28 refuges d'oiseaux migrateurs du Québec et l'un des 10 du Nunavut. La réserve de la biodiversité est située au sud-est de la Baie-James.Le refuge a pour but de protéger une halte migratoire de la bernache du Canada, de la petite oie des neiges et de la bernache cravant.
Le refuge se trouve non loin de la rive de Baie-Boatswain et regroupe toutes les Îles, les eaux, hauts profonds et rochers avoisinants.